# يارا مصطفى
يارا مصطفى (مواليد 20 أكتوبر 2001) هي ممثلة ومغنية أردنية اشتهرت بدور دينا في مسلسل نتفليكس القصير مدرسة الروابي للبنات. وهو مسلسل دراما مدرسي يناقش القضايا الاجتماعية والتنمر.

## حياتها
ولدت يارا في المملكة العربية السعودية، وعاشت في الكويت والأردن، نشأت محبة للتمثيل منذ صغرها، وتدربت كمغنية سوبرانو، شاركت لأول مرة في التمثيل في عام 2021 في مسلسل مدرسة الروابي للبنات، وفي غلاف أغنية سمرتايم سادنس للفنانة الأمريكية لانا ديل راي مع زميلتها جوانا أريدا.

## الأعمال
- مدرسة الروابي للبنات (2021)

## روابط خارجية
- Yara Mustafa في قاعدة بيانات الأفلام على الإنترنت
- يارا مصطفى على إنستغرام